# 허지웅쇼
《허지웅쇼》는 SBS 러브FM(수도권 FM 103.5MHz)에서 매일 낮 12시 15분부터 오후 2시까지 방송되는 라디오 프로그램이다. DJ는 방송인 허지웅이다. 2023년 10월 15일 자로 3년 만에 폐지되었다.

## 코너
- 허지웅 오프닝
- 애지중지 뉴스
- 나의 친애하는 하루
- 요일별 코너
  - 월요일 : 월요일은 쇼타임
  - 화요일 : 노.탁.석의 맛맛
  - 수요일 : 이 맛에 산다!
  - 목요일 : 토크맨
  - 금요일 : 난세의 간웅
  - 토요일 : 김단테의 신곡과 명~곡
  - 일요일 : 허씨네 씨네마

## 수상 목록
- 2020년 SBS 연예대상 라다오 신인상 (허지웅)